# Тракторный кран

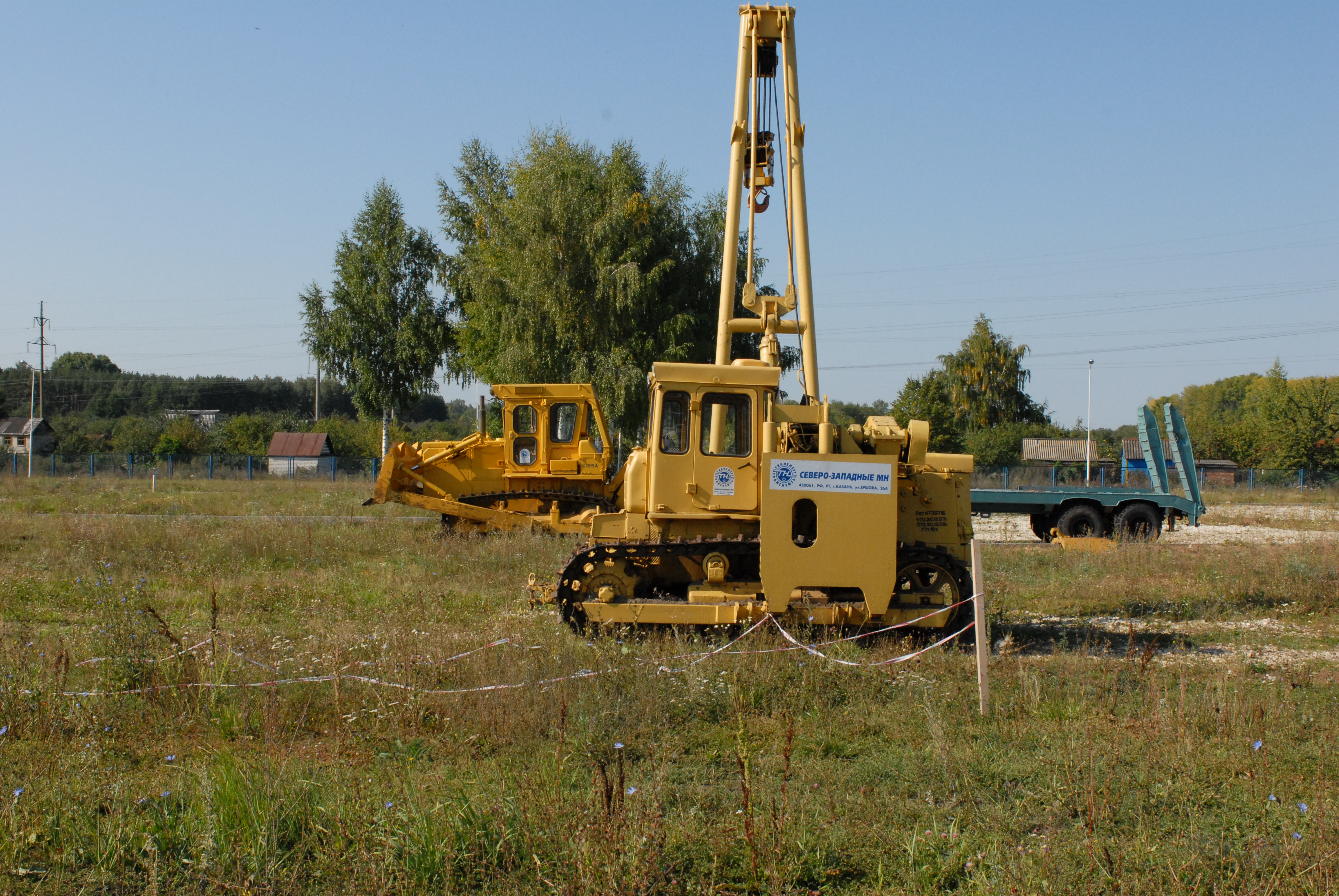
Трубоукладчик

Тра́кторные кра́ны — стреловые самоходные краны на шасси трактора, предназначенные для перегрузочных и монтажных работ в строительстве, на промышленных предприятиях и на транспорте.

## Описание
Тракторные краны подразделяются на:
- Прицепные неповоротные - представляют собой прицеп с достаточно длинным дышлом. На оси прицепа закрепляется неповоротная стрела. Роль противовеса выполняет трактор. Такие краны имеют при малой собственной массе очень высокую грузоподъемность и могут перемещать груз на достаточно большие расстояния, в том числе по бездорожью. Нашли применение в дорожном, мелиоративном и нефтегазовом строительстве. Краны системы Александрова используются для монтажа мостовых пролетов при строительстве дорожных развязок и путепроводов.
- Поворотные. Представляют собой стреловые краны грузоподъёмностью от 5 до 6.3 т. Их крановая часть размещается либо над шасси, либо над кабиной трактора. Краны имеют дизельный или дизель-электрический привод с возможностью питания от внешней сети[2].
- Краны-трубоукладчики. Представляют собой специальные тракторные краны, у которых стрела расположена сбоку трактора. Они предназначены для укладки в траншею трубопроводов и, кроме того, обеспечивают работу очистных и изоляционных машин, выполняют разные подъёмно-транспортные операции при строительстве трубопроводов. Краны-трубоукладчики являются неповоротными машинами. Боковое размещение стрелы позволяет им передвигаться в рабочем положении вдоль траншеи[2].

## Устройство
Поворотная или неповоротная крановая часть тракторных кранов монтируется на серийных гусеничных тракторах, однако советские краны серии КТ и ТКК монтировались на доработанной задней полураме колесного трактора К-700 по схема автокрана. В отдельных случаях конструкцию трактора изменяют: заменяют рессорную подвеску рамы жёсткой, удлиняют гусеничный ход и др. Прицепные тракторные краны могут агрегатироваться и с колесными тракторами.

## Применение
Тракторные краны применяются при выполнении специальных видов работ, связанных с перемещением в условиях бездорожья.

## Маркировка
- Классификация кранов

## Перевозка
- На короткие расстояния тракторные краны переезжают собственным ходом. Для транспортирования их на большие расстояния используют прицепы-тяжеловозы и железнодорожные платформы[2].